# Osneldo García
Osneldo García (* 7. November 1931 in Mayajigua; † 25. Februar 2022 in Havanna) war ein kubanischer Bildhauer.

## Leben
Osneldo García wurde 1931 als Sohn eines Bauern geboren. Früh begann er mit der Schnitzerei. Nach dem Schulabschluss zog García nach Havanna und verdiente sich mit der Herstellung von Gipsornamenten und Reproduktionen von Marienfiguren, Heiligen- und Engelsbildern seinen Lebensunterhalt. Von 1949 bis 1955 studierte er dann an der Escuela Nacional de Bellas Artes „San Alejandro“ in der kubanischen Hauptstadt. Im Jahr 1953 schloss er sich der Bewegung des 26. Juli an und kämpfte an der Seite von Fidel Castro gegen das autoritäre Batista-Regime, später dann in der Rebellenarmee unter Camilo Cienfuegos.
Im Jahr 1959 zeigte das Museo Nacional de Bellas Artes eine erste große Einzelausstellung zu García. Im Jahr 1964 reiste er in die DDR und studierte an der Hochschule für Bildende Künste in Halle. Nach seiner Rückkehr wurde er in den späten 1960er Jahren zum Professor an der Escuela Nacional de Arte berufen.
García starb im Februar 2022 im Stadtteil Santa Fé der kubanischen Hauptstadt Havanna.

## Werk
Osneldo García gilt als einer der Pioniere der kinetischen Kunst. Insbesondere seine Werke im öffentlichen Raum sind als bewegte Skulpturen angelegt. Sein Spätwerk ist von figurativen Plastiken geprägt, die den menschlichen Körper in den Mittelpunkt stellen.

## Auszeichnungen
- 1981: Orden für Nationale Kultur[3]
- 1982: Erster Preis für Bildhauerei, Unión Nacional de Escritores y Artistas de Cuba[3]
- 2003: Nationalpreis für Bildende Kunst, Kuba[5]

## Ausstellungen
- 1959: Museo Nacional de Bellas Artes, Havanna[3]
- 1960: II. Bienal Interamericana de Pintura, Museo de Arte Moderno, México[3]
- 1961: VI. Biennale von São Paulo, Museo de Arte Moderno, São Paulo[3]
- 1986, 1989, 1991: II., III., IV. Biennale Havanna[3]
- 2004: Sexinética, Museo Nacional de Bellas Artes, Buenos Aires[6]

## Werke im öffentlichen Raum
- 1979: Kinetische Monumentalskulptur, Teatro Nacional de Cuba, Havanna[6]
- 1980: Zun Zún, kinetische Skulptur, Palast der Pioniere, Havanna[6]
- 1985: Monumentalskulptur, Guben[6]
- 2003: A corazón abierto, Universidad del Futuro, Havanna[6]